# Clan Laudani
Il clan Laudani è un'organizzazione criminale, una delle più grandi originaria della città di Catania precisamente originaria nei territori di San Giovanni La Punta e Canalicchio, meglio noti nell'ambiente criminale con il nomignolo di "mussi i ficurinia"
Cosca Laudani :
Patriarca : Sebastiano Laudani
Capì : Gaetano Laudani , Alfio Laudani , Giuseppe Laudani , Mario Laudani , Santo Laudani e Maria Scuderi
Sotto Capi : Camillo Fichera , Giuseppe Di Giacomo (pentito), Alfio Giuffrida (pentito), Sebastiano Laudani (Iano il grande), Concetto Laudani , Sebastiano Laudani (Iano il piccolo), Alberto Caruso e Santo Laudani
Capi Gruppo : Vincenzo Morabito (Enzo Lima) e Salvatore Rapidarda di Paternò Paolo Di Mauro (u prufissuri) di Piedimonte etneo,Concetta Scalisi di Adrano ,Orazio Scuto
Elementi di Spicco : Omar Scaravilli , Natale Benvenga , Rosario Bonanno , Francesco Pistone , Rapisarda Antonino , Orazio Salvatore di Mauro , Ventura Antonino 
Quartieri : Canalicchio/Picanello/San Cristoforo
Paesi etnei : San Giovanni La Punta , Acireale , San Gregorio , Paternò , Adrano , Biancavilla , Viagrande , Trecastagni , Zafferana Etnea

## Storia
Come racconta il collaboratore di giustizia Antonino Calderone, negli anni '60 i Laudani erano in origine allevatori di capre nel quartiere catanese di San Cristoforo ma ben presto si appropriarono di diverse macellerie ed allevamenti nella zona nord dell’hinterland etneo, scegliendo come base il quartiere di Canalicchio ed i paesi di San Gregorio e San Giovanni La Punta, dove impiantarono anche i racket dei furti, delle estorsioni e della macellazione clandestina. In questo periodo, il capo carismatico del clan fu Sebastiano Laudani (detto Iano, classe 1926), che nei primi anni '80 decise di appoggiare la fazione guidata dal boss Alfio Ferlito nella "guerra" contro gli uomini di Nitto Santapaola. Assassinato Ferlito nel 1982 nella famosa "strage della circonvallazione", Laudani seguì il boss Salvatore Pillera, nel 1986 però dopo la detenzione di quest'ultimo si alleò con i Santapaola. Il boss Iano Laudani venne arrestato nel corso di una maxi-retata nel 1989 scaturita dalle dichiarazioni dei collaboratori di giustizia Giuseppe Alleruzzo e Giuseppe Pellegriti; il comando del clan passò allora al figlio Gaetano.
Fine anni 80 i Laudani (appoggiati segretamente dal clan Santapaola) e alleati con i Savasta e Sciuto-Tigna furono coinvolti in una sanguinosa faida contro il clan Pillera-Cappello sostenuti dal Clan dei cursoti milanesi di Jimmy Miano che continuò fino a meta anni '90 e fece registrare oltre 1.000 omicidi in circa cinque anni nella città di Catania. Nella guerra finirono ammazzati anche due figli di Sebastiano Laudani, Santo (ucciso a colpi di pistola dal Capomafia Salvatore Cappello nella sua macelleria nel 1990) e nel 1992 Gaetano venne assassinato dagli ex alleati del clan Sciuto-Tigna capeggiato il quel momento dal boss Giuseppe Ferone detto cammisedda. A seguito della morte di Gaetano Laudani, Il clan “Laudani”, detto dei “Mussi i' ficurinia”, è certamente una delle più ramificate e pericolose organizzazioni criminali operanti nel catanese, diretto dai componenti di un gruppo familiare facente capo al “patriarca” Sebastiano Laudani (classe 1926), sottoposto con l’attuale ordinanza agli arresti domiciliari per ragioni di salute, che lo ha gestito, nel tempo, per il tramite dei suoi congiunti, tra i quali, in passato, il figlio Gaetano Laudani, ucciso nel 1992 e soprattutto, da ultimo, i nipoti Giuseppe Laudani e Alberto Caruso, entrambi "personalmente educati dal nonno", fin dalla più tenera età, secondo le rigide regole dell’appartenenza mafiosa, dell’intimidazione e della violenza.Storicamente caratterizzato da una autonomia criminale orgogliosamente rivendicata anche nei confronti di “Cosa Nostra” catanese, con la quale peraltro non ha disdegnato di stringere alleanze partecipando alle più sanguinose faide degli anni ottanta e novanta, e con saldi legami anche con la ‘ndrangheta reggina, il clan Laudani si è contraddistinto, nei principali eventi storici della criminalità organizzata catanese, per la ferocia ed efferatezza dei suoi vertici, tanto da rendersi protagonista, nel tempo, di alcuni dei crimini considerati tra i più gravi verificatisi nella provincia di Catania negli ultimi decenni, quali l’attentato con autobomba con 30 chili di esplosivo alla caserma dei carabinieri di Gravina di Catania del 18 settembre 1993, in cui rimasero feriti quattro militari, l’omicidio dell’agente di polizia penitenziaria Luigi Bodenza del 24 marzo 1994 e l’assassinio del noto avvocato penalista Serafino Famà, avvenuto il 9 novembre 1995.
Detta organizzazione criminale, sin dai primi anni ‘80, ha quindi raggiunto e consolidato una enorme forza di intimidazione, derivante dalla commissione di una lunga serie di omicidi (oltre cento) ed atti di violenza e minaccia, attraverso cui ha imposto la sua leadership in un’area tra le più ricche della provincia. Il denaro, provento delle attività illecite (estorsioni, usura, traffico di droga e rapine), veniva reinvestito in fiorenti attività economiche quali il commercio all’ingrosso di carni, acquisti di terreni (anche all’estero), imprese edili e commerciali. Al riguardo sintomatica è la condanna di Sebastiano Scuto, titolare dell’importante catena di supermercati “Despar”, a 8 anni di reclusione per associazione di tipo mafioso per avere reinvestito nelle sue attività i proventi dell’organizzazione criminale. Il presente provvedimento si pone su un solco di continuità ideale con i procedimenti le cui operazioni venivano denominate “Fico d’India” e “Abisso”, riguardanti sempre il clan Laudani e con indagini delegate dalla locale Dda all’Arma dei Carabinieri, l’ultima delle quali risale al 2010. 
Esso scaturisce da una complessa attività di indagine, convenzionalmente denominata “I Viceré” operazione antimafia più grande di Catania contro il Clan LAUDANI in data 10/02/2016 , conclusa con 109 arresti . Operazione Avviata dalla Procura distrettuale antimafia di Catania ed affidata ai carabinieri del nucleo investigativo del comando provinciale di Catania,e militari .  La quale traeva il proprio iniziale spunto dalla collaborazione con la giustizia di Laudani Giuseppe, nipote del capostipite ed ai vertici dell’organizzazione criminale dal 1999 al 2010, primo ed allo stato unico membro della famiglia di sangue ai vertici del clan a compiere la scelta di rinnegare il proprio passato criminale mafioso ed a passare dalla parte dello Stato, svelando con le sue dichiarazioni i retroscena di quasi vent’anni di vicende mafiose che hanno caratterizzato la storia criminale dei Laudani e del suo hinterland.

## Ramificazioni
Il clan Laudani dispone di varie articolazioni nei comuni della provincia di Catania: il clan Scalisi ad Adrano, il clan Rapisarda-Morabito a Paternò, il clan Scuto ad Acireale, San Giovanni La Punta, Aci Catena. Tra il 1981 e il 1987, gli Scalisi e i Rapisarda-Morabito furono impegnati in una sanguinosa faida che li vedeva contrapposti ai clan Alleruzzo di Paternò, Pellegriti di Adrano e Gurgone di Biancavilla (legati invece alla "famiglia" Santapaola), tanto da far guadagnare a quella zona del catanese il sinistro soprannome di "triangolo della morte".